# Herb Starego Sącza
Herb Starego Sącza – jeden z symboli miasta Stary Sącz i gminy Stary Sącz w postaci herbu, ustanowiony przez radę miejską 24 maja 2016. Autorem projektu herbu jest Włodzimierz Chorązki.

## Wygląd i symbolika
Herb przedstawia w polu błękitnym św. Kingę w czarnym welonie i habicie klarysek, z nimbem wokół głowy złotym, z miniaturą kościoła i lilią o trzech kwiatach srebrnymi u stóp mitra książęca.

## Historia

Herb Starego Sącza w latach 1812-2016

W XVI w. używany był herb składający się z dwóch liter A S, odnoszących się do obydwu członów nazwy miasta, utworzonych od łacińskiej formy nazwy miasta Antiqua Sandecz.
Od 1700 r. miasto posługiwało się pieczęcią z wizerunkiem św. Elżbiety, podającej jałmużnę biedakowi. Zgodnie ze średniowiecznym zwyczajem na godło miasta wybrano patronkę miejscowego  kościoła farnego.
Taka sytuacja utrzymywała się aż do 1812 r., kiedy to pod zaborem władze austriackie nakazały zmianę herbu miasta. Zaproponowany został wówczas wzór z orłem i mostem, który z pewnymi zmianami obowiązywał do 2016 r. Przyjęty został 14  maja 1812 r. W roku 1867 malarz Tomasz Ostrowski namalował ostatnio używaną wersję tego herbu. Most symbolizował połączenie Galicji i Lodomerii z Austrią Habsburgów. Siedzący na nim orzeł, nawiązujący do godła Polski, miał w swojej wymowie akceptować to połączenie. Barwy pola tarczy (czerwony i niebieski) pochodziły z flagi Galicji.  
Zmiana herbu była przedmiotem obrad kilku sesji Rady Miejskiej Starego Sącza. W trakcie procedowania nad uchwałą nikt nie składał zastrzeżeń do planowanych zmian ani innych propozycji. Niemniej po uchwaleniu nowego herbu na forum internetowym portalu starosadeckie.info, a także na elewacji kilku budynków pojawiły się anonimowe komentarze osób niezadowolonych z tej zmiany. Przez pewien czas w lokalnym środowisku utrzymywana była narracja, jakoby herb został zmieniony bez konsultacji z jego właścicielami, tj. mieszkańcami Starego Sącza, którzy swój sprzeciw manifestowali na starosądeckich murach.   
Nowy herb bardzo szybko przyjął się wśród starosądeczan. Przedstawiony na nim wizerunek św. Kingi jest  naturalnym i oczywistym symbolem Starego Sącza.  Mało jest miast tak ściśle związanych ze swoim patronem jak właśnie Stary Sącz, który dzięki księżnej węgierskiej zyskał prawa miejskie, dzięki której nastąpił rozkwit miasta a  najważniejsze współczesne wydarzenie w dziejach Starego Sącza − pielgrzymka papieża Jana Pawła II w 1999 r. miała związek właśnie z osobą św. Kingi.

## Literatura
- Henryk Seroka: Herby miast małopolskich do końca XVIII wieku. Warszawa: DiG, 2002. ISBN 978-83-7181-233-0. Brak numerów stron w książce